# Israf
Der arabische Begriff Israf (arabisch إسراف, DMG isrāf) bedeutet die Übertreibung in den religiösen Pflichten, mit anderen Worten mehr zu tun, als es das islamische Gesetz verlangt. Die Übersetzung des Wortes bedeutet wörtlich Verschwendung. Es wird heutzutage hauptsächlich dazu benutzt, um "Verschwendung" und "Überschweifung" auszudrücken.
siehe auch: Liste islamischer Begriffe auf Arabisch